# André Leroi-Gourhan
André Leroi-Gourhan (París, 25 de agosto de 1911-París, 19 de febrero de 1986) fue un etnólogo, arqueólogo e historiador francés, doctor en humanidades y doctor en ciencias. Fue uno de los grandes especialistas franceses en Prehistoria y Antropología y enseñó en las universidades de Lyon y La Sorbona, en el Colegio de Francia.

## Inicios y formación
Nacido André Leroi quedó huérfano a los cuatro años y le criaron sus abuelos maternos. Por ese motivo, decidió añadir su apellido, Gourhan, al suyo convirtiéndolo en Leroi-Gourhan. Desde joven, le gustaba visitar el  Museo Nacional de Historia Natural de Francia y el Jardín Botánico de París y pasear con naturalistas por los bosques que rodean París buscando y analizando cualquier cosa que despertara su curiosidad. Le gustaba ver fósiles de animales y de hombres de las cavernas y leer sobre el tema. Coleccionaba objetos cotidianos procedentes de países lejanos que compraba en los mercadillos parisinos.
Abandonó sus estudios en 1925, a los 14 años, pero siguió formándose de manera autodidacta en los temas que le interesaban. Deseaba ser bibliotecario y le apasionaban las civilizaciones y las lenguas del Extremo Oriente. Un libro de Marcellin Boule que le regaló su madrina, Los hombres fósiles, fue determinante para él, y en 1927 entró en la Escuela de Antropología de París, donde sus profesores le animaron a seguir estudiando y a aprender lenguas orientales. En la Escuela Nacional de Lenguas Orientales, estudió ruso (diplomado en 1931) y chino (diplomado en 1935) con el sinólogo Marcel Granet.
Empezó a trabajar como voluntario no remunerado en el Museo de Etnografía del Trocadero, en París, donde adquirió conocimientos en museografía, y en el Museo Guimet de arte asiático, donde empezó a catalogar las colecciones de antiguos bronces chinos. Compaginaba esas actividades con un empleo de bibliotecario en la Escuela Nacional de Lenguas Orientales. En 1936 publicó su primer libro, La civilisation du renne (La civilización del reno), y se casó con Arlette Royer. Colaboró con Paul Rivet en los primeros trabajos destinados a convertir el viejo museo del Trocadero en el Museo del Hombre, que fue inaugurado en 1937 con motivo de la Exposición Internacional de París de aquel año.
Gracias a una beca de investigación del gobierno japonés pasó dos años, de 1937 a 1939, en Japón, junto con su mujer, donde se dedicó a estudiar, de primera mano, su cultura material y espiritual, como etnólogo, así como su prehistoria, como arqueólogo. El Museo del Hombre le encargó entonces que comprara piezas museables que pudieran completar sus colecciones, y el gobierno japonés le confió la misión de montar una gran exposición en Francia y de establecer intercambios duraderos de colecciones con los museos parisinos. El estallido de la Segunda Guerra Mundial frustró este último proyecto. De vuelta a su país, la documentación recogida y la metodología que había empleado sirvieron para su tesis doctoral Arqueología del Pacífico Norte, que dirigió el sociólogo Marcel Mauss.

## Carrera
Fue nombrado conservador adjunto del Museo Guimet de Arte asiático, en París, entre 1940 y 1944. Ese mismo año fue enviado al castillo de Valençay con el objeto de supervisar la conservación de ciertas obras evacuadas del Louvre a causa de la guerra, entre ellas la Venus de Milo y la Victoria de Samotracia.
Durante la Segunda Guerra Mundial, participó en las actividades de la Resistencia por lo que fue condecorado con la Cruz de la Legión de Honor.
En 1946, se convirtió en subdirector del Museo del Hombre. Siendo profesor de la Universidad de Lyon, comenzó a elaborar su segunda tesis doctoral (un doctorado en ciencias), cuyo tema era Indicios del equilibrio mecánico en el cráneo de los vertebrados terrestres (1954).
En 1956, sucedió al renombrado antropólogo Marcel Griaule, como catedrático de Etnología general y Prehistoria en la universidad de La Sorbona. Fue investigador de primera clase en el CNRS, y fue catedrático de Prehistoria en el Colegio de Francia, desde 1969 a 1982, donde sustituyó al abate Breuil. Fue además miembro del Instituto de Francia.
Además de la cruz de la Legión de Honor, ya citada, su prestigiosa carrera le hizo merecedor de varias distinciones, entre ellas:
- En 1973 la Medalla de Oro del CNRS (Centro Nacional de Investigaciones Científicas francés).
- En 1978 el Gran Premio Nacional de Arqueología otorgado por el Ministerio de Cultura francés.
- En 1979 la Medalla de Oro de la Academia de Arquitectura francesa.
- En 1980 el Premio Internacional de la Fundación Fyssen.
- En 1983 la Medalla de Honor Henri Breuil otorgada por la revista española Ars Præhistorica, de la fundación del artista y editor Alberto Estrada-Vilarrasa.

## Leroi-Gourhan y los métodos de investigación prehistórica
A lo largo de sus excavaciones en yacimientos prehistóricos como Furtins (1945, Saône-et-Loire), la cueva musteriense de Arcy-sur-Cure (1946-1963, en Yonne), la gruta sepulcral neolítica de Mesnil sur Oger (en Marne) y sobre todo el asentamiento magdaleniense de Pincevent (desde 1964, en Seine-et-Marne), Leroi-Gourhan contribuyó a renovar los métodos arqueológicos de excavación. El asentamiento, excepcionalmente bien conservado, de Pincevent le permitió desarrollar la excavación en extensión, por el método llamado «decapado» (décapage: excavación en horizontal, siguiendo la topografía de la capa arqueológica, apurando las precauciones, observando la estratigrafía y anotando todos los detalles a ritmo muy lento): que dejaba al descubierto amplias zonas de un mismo estrato arqueológico. A partir de ahí, podía desplegar un profundo análisis espacial de este hábitat prehistórico, aplicando, además algunas ideas de la etnología tomadas de sus largos años estudiando las herramientas de los pueblos primitivos actuales. Sin embargo, nunca pretendió extrapolar los datos actuales a la Prehistoria.
Leroi-Gourhan también es responsable de la creación, en 1964, del concepto científico de Cadena operativa (chaîne opératoire) aplicada a la tecnología lítica prehistórica: es el conjunto de pasos encadenados (secuencia dinámica) que se dan en la producción de artefactos líticos, desde la recogida de la materia prima, hasta su abandono, pasado por las diferentes fases de fabricación (generalmente la talla), de su utilización y de su reconstrucción (afilado, reavivado, reaprovechamiento...) y su reutilización, si se diera el caso. Las cadenas operativas permiten establecer diferentes estilos y estrategias culturales, por lo que son una herramienta conceptual de inestimable valor en prehistoria y arqueología.

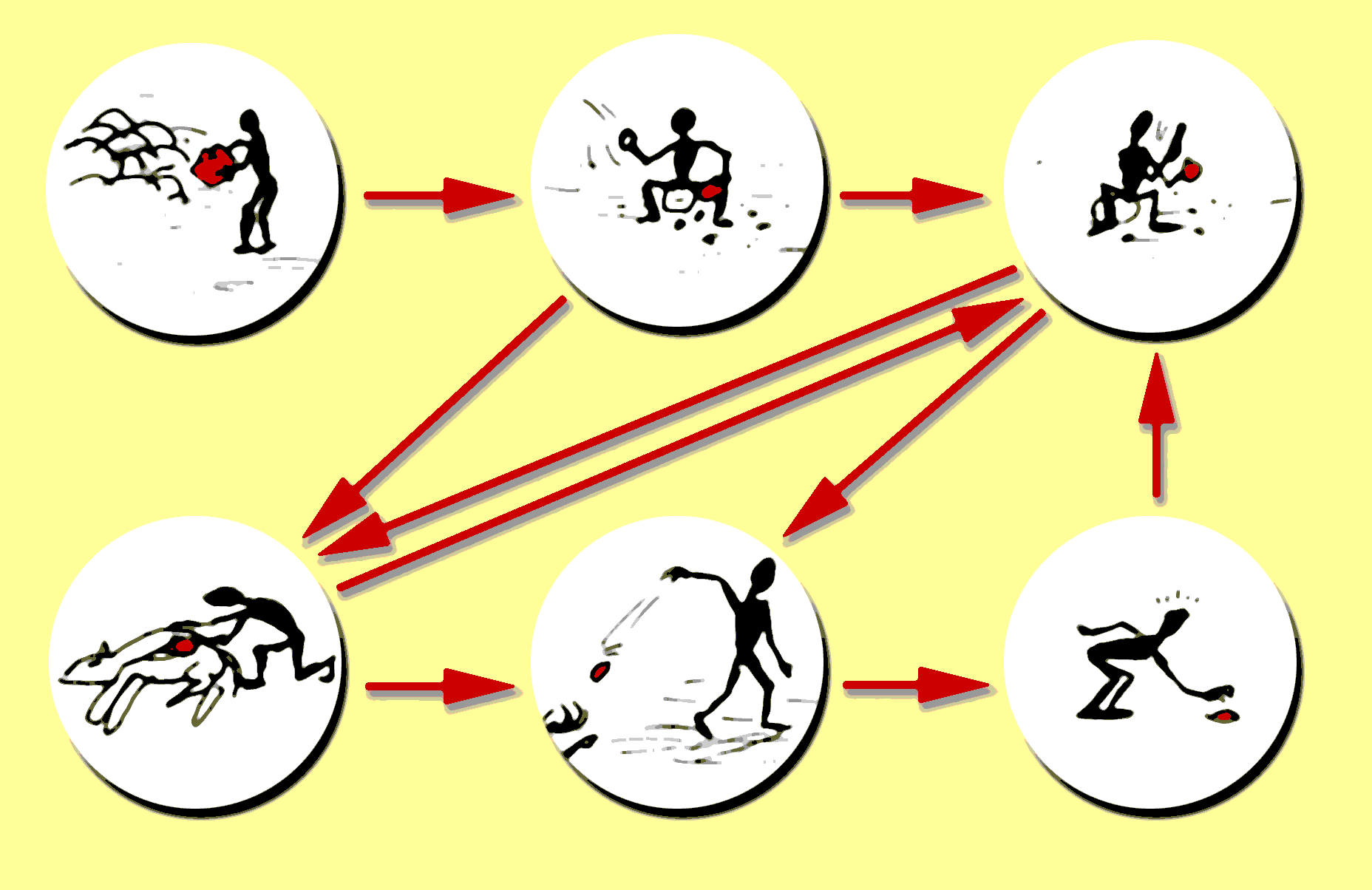
Esquema básico de una Cadena operativa..

Ambas aportaciones, y otras más, nos dirigen hacia el paradigma fundamental de la investigación de este personaje: la «captación global» de los fenómenos humanos. Según él mismo sostenía, toda investigación debe enfocarse hacia la totalidad de las manifestaciones humanas, en su naturaleza antropológica, en sus actividades corporales y mentales, en sus productos orales y materiales, desde la amplitud de su hábitat (sincronía) a la profundidad de su cronología (diacronía). También se esforzó por iniciar todas sus investigaciones de un modo empírico, sin teorías a priori, con un trabajo de campo que recogiera todos los datos posibles, con lentitud y eficacia, antes de lanzarse a contrastar hipótesis. Cada detalle debe ser contextualizado lo más ampliamente posible, antes de juzgar su valor científico y, después, con la ayuda de hipótesis sucesivas, se llegará a un conocimiento del «conjunto». Este planteamiento holístico es, como decimos, la mayor exigencia de su paradigma científico y explica la amplitud de sus especialidades: lingüista, etnólogo, antropólogo, arqueólogo, semiólogo e historiador del arte.
Como discípulo de Marcel Mauss, Leroi-Gourhan es estructuralista en sentido amplio, pero se diferencia de otros miembros de esta escuela —como por ejemplo Claude Lévi-Strauss— en la importancia que otorga al «gesto técnico», a la cultura material, sin llegar a ser un materialista por ello. Por otra parte da una importancia fundamental a las coordenadas cronológicas, es decir, históricas de cada fenómeno. Por esa razón, suele etiquetarse a Leroi-Gourhan más como un especialista en Prehistoria que como un antropólogo cultural, a pesar de ser ambas cosas.

## Leroi-Gourhan en el estudio delarte prehistórico
André Leroi Gourhan, junto con Annette Laming-Emperaire, es responsable de un paradigma científico completamente innovador. Usando el estructuralismo para la interpretación del arte paleolítico, basado en presupuestos muy similares a los desarrollados en las excavaciones. Es decir, interpretar cada cueva como un todo unitario en el que es necesario establecer, del modo más completo posible, las relaciones entre cada uno de sus elementos. Así, intentó encontrar algún tipo de disposición latente (no evidente) entre los sujetos representados.
Él mismo realizó el gigantesco trabajo de visitar una a una más de setenta cuevas decoradas con arte rupestre, desde España a los Urales, desde los 30 000 a los 10 000 años de antigüedad. Averiguó que en casi todas se podía establecer una organización precisa del espacio decorado: que había una pauta en las relaciones de proximidad o alejamiento de las figuras, y en su posición respecto a la topografía de las cuevas en las que se encuentran. Su conclusión es una interpretación simbólica de las representaciones de cada una de las imágenes como signos binarios que se oponen, se alternan y se complementan. Para Leroi-Gourhan estos elementos eran lo masculino y lo femenino.
|  |  |

Una segunda labor esencial en este campo, fue el intento de establecer una cronología del arte paleolítico franco-español diferente a la que había propuesto el abate Breuil. En este sentido, estableció una seriación de cinco estilos, con largas transiciones entre ellos, caracterizados, en general, por una evolución lineal que, no obstante, no concuerda con las divisiones tradicionales de las industrias del Paleolítico Superior. cada uno de estos periodos, según el propio autor avisa, deben ser considerados como una simple aproximación:
1. El periodo prefigurativo, que se manifiesta, al menos, desde el Musteriense por medio de trazos alineados o cúpulas
2. El periodo del estilo I, que se desarrolla en el Auriñaciense, para fundirse, en el Estilo II, durante el Gravetiense
3. El periodo del estilo II, que es Gravetto-Solutrense
4. El periodo del estilo III, Que surge durante el Solutrense y engloba el Magdaleniense Inferior o antiguo
5. El periodo del estilo IV, que se articula estrechamente con el Estilo III-reciente, cubre, en dos subperiodos, el Magdaleniense medio y el Magdaleniense Superior

Esta taxonomía del arte ha recibido algunas críticas, ya que la evolución en la complejidad es difícil encajar cuando en el Auriñaciense se realizan obras tales como las venus o incluso trabajos con figuraciones complejas como el hombre-león de Hohleinstein-Stadel.
André Leroi-Gourhan es un ejemplo en el campo de la investigación, pues está en el centro, justo en medio de aquellos que se dedican a la acumulación maniática de datos y los que se dejan seducir por la proliferación especulativa de teorías demasiado imaginativas. Ninguno de sus numerosos alumnos ha sido capaz de escapar a la especialización que él jamás tuvo, sin que ello mermara la profundidad de sus investigaciones. Actualmente muchas de sus ideas son discutidas y dicutibles, pero todos manifiestan un profundo respeto por su impagable labor científica.

## Frases célebres
- «Es, incluso, extremadamente sano, que la ciencia del ser humano sea la más interdisciplinar de todas las disciplinas»[11]
- «A partir del momento en que el ser humano no puede hablar por sí mismo, porque está ausente o porque ha muerto; o por la ausencia de documentos, subsisten dos testimonios: el del arte y el de la técnica»[12]
- «...y, sin embargo, no se hace prehistoria coleccionando hachas de piedra, como no se hace botánica cosechando hortalizas para la ensalada»[13]
- «La verdad es que el conjunto de los vestigios humanos descubiertos en un siglo de investigaciones por toda Europa ocupa muy poco espacio. Cuidando el embalaje, podríamos hacer que un bolso de fin de semana guardara todos los restos anteriores a la glaciación de Riss y Würm, un cofre resultaría más que suficiente»[14]
- «El mejor arqueólogo es, a pesar de todo, un vándalo que destruye su documento consultándolo»[15]

Se cuenta que, en ocasiones, para despertar a su equipo de excavación, tocaba la gaita bretona al amanecer; y que, cuando daba clases, se dedicaba a dibujar caballitos en sus apuntes.[cita requerida]

## Principales publicaciones
- Leroi-Gourhan, André (1965). «Esbozo del arte». René Huyge: «El Arte y el Hombre». Volumen I (Páginas 28-30). ISBN 84-320-2001-X.
- Leroi-Gourhan, André (1968). Prehistoria del arte occidental. Editorial Gustavo Gili, Barcelona. ISBN 84-252-0028-8.
- Leroi-Gourhan, André (1967). Treasures of Prehistoric Art.
- Leroi-Gourhan, André (1971). El gesto y la palabra. Publicaciones de la Universidad Central de Venezuela, Caracas.
- Leroi-Gourhan, André, et alter (1980). La Prehistoria. Editorial Labor, Barcelona. ISBN 84-335-9309-9.
- Leroi-Gourhan, André (1983). Los primeros artistas de Europa: introducción al arte parietal paleolítico. Encuentro Ediciones, Madrid. ISBN 84-7490-082-4.
- Leroi-Gourhan, André (1984). Arte y grafismo en la Europa prehistórica. Ed. Istmo, Madrid,. ISBN 84-7090-145-1.
- Leroi-Gourhan, André (1984). Símbolos, Artes y Creencias de la Prehistoria. Ed. Istmo, Madrid,. ISBN 84-7090-124-1 |isbn= incorrecto (ayuda).
- Leroi-Gourhan, André (1985). Los cazadores de la Prehistoria. Ediciones Orbis, Barcelona. ISBN 84-7634-460-0.
- Leroi-Gourhan, André (1988). Evolución y técnica; Tomo 1: el Hombre y la materia. Taurus Ediciones, Madrid. ISBN 84-306-6007-0.
- Leroi-Gourhan, André (1989). Evolución y técnica; Tomo 2: el medio y la técnica. Taurus Ediciones, Madrid. ISBN 84-306-6008-9.
- Leroi-Gourhan, André (1994). Las religiones de la Prehistoria. Laertes, Barcelona. ISBN 84-7584-267-4.
- Leroi-Gourhan, André (2000). La Prehistoria en el mundo. Ediciones Akal, [Madrid. ISBN 84-460-1203-0.